# 巴黎條約 (1763年)
1763年的巴黎和约是七年战争的交战双方于1763年2月10日在法国巴黎签订的和约，标志着七年战争的结束。条约规定，法国将整个法屬加拿大（圣皮埃尔和密克隆群岛除外）、法屬路易斯安那中密西西比河以東部分割讓给英国，并从印度撤出，只保留5个市镇。法國亦承認英國對多米尼加、格林納達、聖文森特和格林納丁斯以及多巴哥的主權 。西班牙割讓佛罗里达给英国。